# Stora Lövsjön (Floda socken, Dalarna)
Stora Lövsjön är en sjö i Gagnefs kommun och Vansbro kommun i Dalarna och ingår i Norrströms huvudavrinningsområde. Sjön har en area på 2,51 kvadratkilometer och ligger 261,9 meter över havet. Sjön avvattnas av vattendraget Gänsån.

## Delavrinningsområde
Stora Lövsjön ingår i det delavrinningsområde (669167-143323) som SMHI kallar för Utloppet av Stora Lövsjön. Medelhöjden är 293 meter över havet och ytan är 20,98 kvadratkilometer. Det finns inga avrinningsområden uppströms utan avrinningsområdet är högsta punkten. Gänsån som avvattnar avrinningsområdet har biflödesordning 4, vilket innebär att vattnet flödar genom totalt 4 vattendrag innan det når havet efter 310 kilometer. Avrinningsområdet består mestadels av skog (75 procent) och sankmarker (10 procent). Avrinningsområdet har 2,6 kvadratkilometer vattenytor vilket ger det en sjöprocent på 12,7 procent.